# 绣球钩丝壳
绣球钩丝壳（学名：Uncinula hydrangeae）是属于白粉菌目白粉菌科钩丝壳属的一种真菌，寄生在绣球属植物上。该种分布于中国。